# جان بارنزدیل
جان بارنزدیل (انگلیسی: John Barnsdale; ۲۴ مهٔ ۱۸۷۸ – ۵ اوت ۱۹۶۰) بازیکن کریکت، و بازیکن فوتبال اهل بریتانیا بود.
از باشگاه‌هایی که در آن بازی کرده‌است می‌توان به باشگاه فوتبال ناتینگهام فارست اشاره کرد.